# Кваркенська сільська рада
Ква́ркенська сільська рада (рос. Кваркенский сельский совет) — сільське поселення у складі Кваркенського району Оренбурзької області Росії.
Адміністративний центр — село Кваркено.

## Історія
Станом на 2002 рік існували Айдирлінська селищна рада (селище Айдирлінський) та Кваркенська сільська рада (село Кваркено, селища Майський, Октябрський).
2013 року ліквідована Айдирлінська селищна рада, територія увійшла до складу Кваркенської сільради.

## Населення
Населення — 4689 осіб (2019; 5218 в 2010, 5783 у 2002).

## Склад
До складу сільської ради входять:
| Населений пункт       | Населення, осіб (2002) | Населення, осіб (2010) |
| --------------------- | ---------------------- | ---------------------- |
| Айдирлінський, селище | 758                    | 665                    |
| Кваркено, село        | 4184                   | 3923                   |
| Майський, селище      | 469                    | 341                    |
| Октябрський, селище   | 372                    | 289                    |